# Шахматы на круглых досках

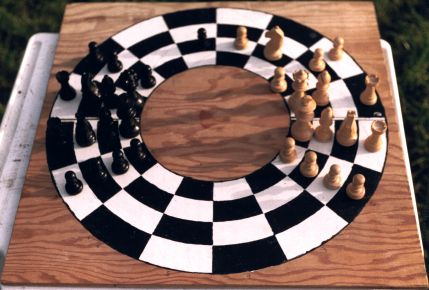
Современные круговые шахматы

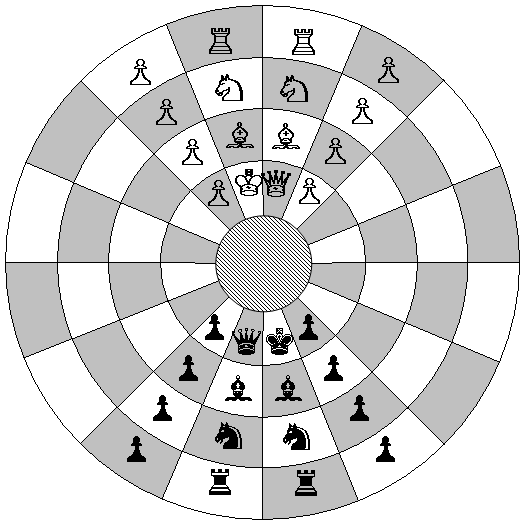
Начальная позиция для исторических круговых шахмат

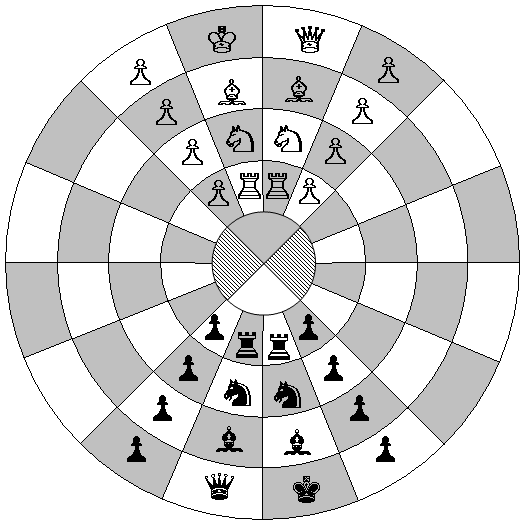
Начальная позиция для цитадельных шахмат

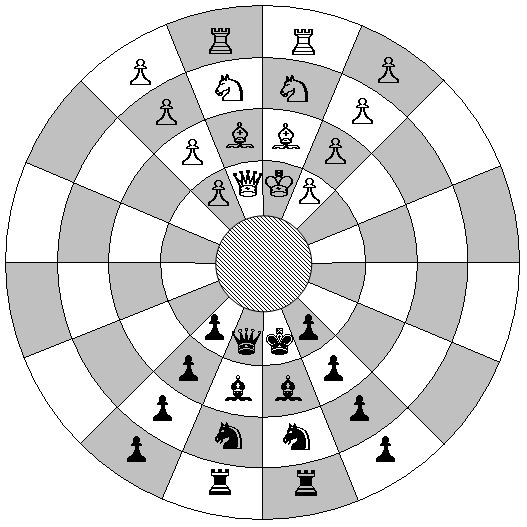
Начальная позиция для современных круговых шахмат

Варианты шахмат на кольцеобразной доске, существующие в двух исторических разновидностях.

## Византийские шахматы
Византийские шахматы (англ. Byzantine Chess) или затрикион — настольная игра, популярная среди византийской знати в XI—XV вв. Происходят от шатранджа, согласно персидскому историку XIV в. Амули, именовались в Персии al-Muddawara (круговой) или ar-Rûmîya (Римский) шатрандж.
Игрались на круглой (кольцеобразной) доске периметром 16 клеток и шириной 4 клетки.
Фигуры ходили по правилам шатранджа: слон перескакивал одну клетку по диагонали, пешки первый ход выступали только на одну клетку вперёд (превращения пешек в фигуры не было), ферзь ходил только на одну клетку по диагонали, напоминая слона в обычных шахматах.
Таким образом, самыми сильными фигурами были ладья и конь.
В результате игра шла в гораздо более «миролюбивом» режиме, по сравнению с обычными шахматами.
Для победы не обязательно было ставить мат королю противника.
Сторона, оставшаяся лишь с одним «голым королём» признавалась проигравшей. Пат считался также проигрышем.
Однако большинство игр заканчивалось вничью.
Существовало два варианта игры: в первом белый ферзь стоял на светлой клетке, а чёрный ферзь — на темной клетке; во втором варианте оба ферзя стояли на клетках одного цвета.

## Круговые шахматы
Круговые шахматы (Circular Chess) — современная игра, созданная на базе византийских шахмат, от которых отличается тем, что фигуры ходят по современным правилам. Изобретателем этого варианта является английский историк Дэвид Рейнольдс.
С 1996 проводятся ежегодные мировые чемпионаты под эгидой Общества круговых шахмат (Circular Chess Society), которое находится в Великобритании.